# Forssa (Verwaltungsgemeinschaft)

Lage der Verwaltungsgemeinschaft Forssa in Finnland

Die Verwaltungsgemeinschaft Forssa (finnisch Forssan seutukunta) ist eine von drei Verwaltungsgemeinschaften (seutukunta) der finnischen Landschaft Kanta-Häme. Zu ihr gehören die folgenden fünf Städte und Gemeinden:
- Forssa
- Humppila
- Jokioinen
- Tammela
- Ypäjä

In der Region leben etwa 35.000 Menschen.